# アルケゴサウルス
アルケゴサウルス（学名：Archegosaurus ）はペルム紀前期（2億9900万-2億5300万年前）のヨーロッパに生息していた絶滅両生類である。化石は主にドイツとチェコのボヘミア地方から発見されている。最初に学名をつけられた化石両生類である。和名は太祖竜（たいそりゅう）。

## 特徴
全長1.5m程度。外見的にはワニに似ており、全長の1/5から1/4の長さの細長い頭部、長い胴部、側偏した長い尾、弱い四肢（前足は後ろ足より小さい）を持つ。体は鱗や小さな円形の骨板に覆われていた。よく発達した側線と比較的小さな多数の歯を持ち、水生の魚食動物であったと考えられる。丸い頭部と外鰓を持つ幼生の化石も発見されている。

## 分類
以下の属と関連がある。
コリドスクス（Collidosuchus）
ペルム紀中期に生息。頭長30cm程度。アルケゴサウルスよりもやや吻部が幅広い。
カシュミロサウルス（Kashmirosaurus）
ペルム紀後期のインドに生息。
また、かつてはプリオノスクスもアルケゴサウルス科に分類されていた。

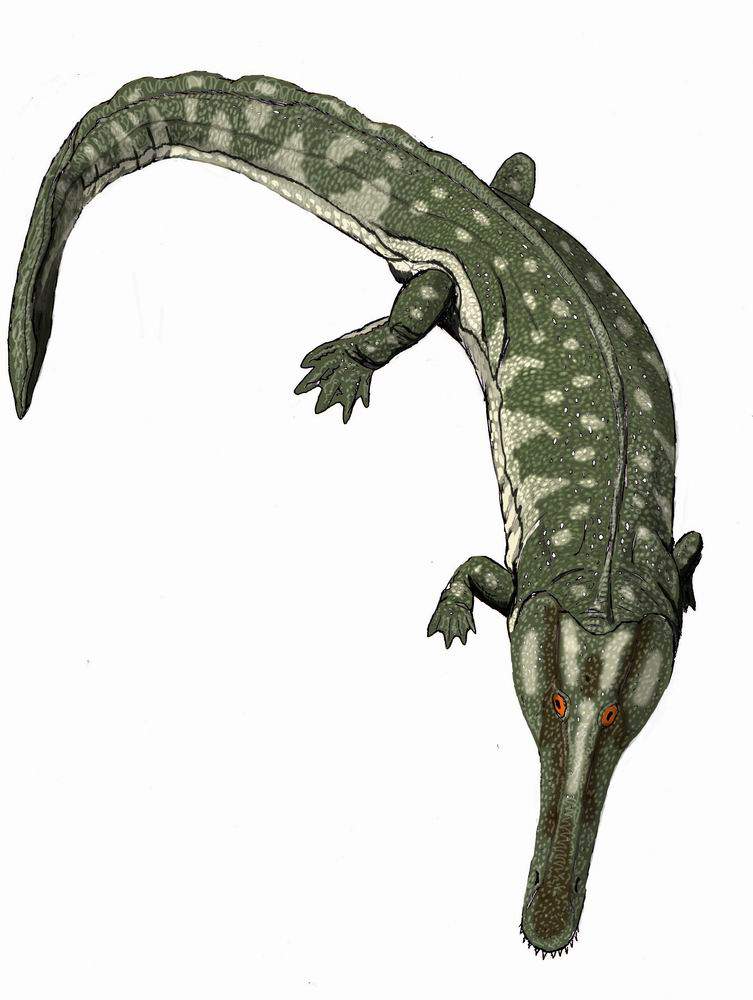
Collidosuchus tchudinovi